# Kornelkirsche Döbelner Straße
Die Kornelkirsche Döbelner Straße ist ein als Einzelgehölz ausgewiesenes Naturdenkmal (ND 109) in Trachenberge im Dresdner Nordwesten. Die Kornelkirsche (Cornus mas), auch als Gelber Hartriegel bekannt, befindet sich im mittleren Teil des früheren Weinbergsgrundstücks Döbelner Straße 24, auf dem das als Weinbergschlösschen bekannte, denkmalgeschützte Spiegler’sche Haus steht. Mit einer Höhe von etwa 8 Metern und einem Kronendurchmesser von etwa 15 Metern ist sie das größte bekannte Exemplar einer Kornelkirsche im Dresdner Stadtgebiet. Sie ist nicht öffentlich zugänglich.

## Geschichte
Die in Kleinasien, Südeuropa sowie Teilen Mitteleuropas heimische Kornelkirsche kommt in Sachsen nicht wild vor. Ausgehend von ihrem Standort im kleinen Park hinter dem Spiegler’schen Haus dürfte es sich um eine gärtnerische Anpflanzung handeln. Nachdem der Park jahrzehntelang eine geringere Pflege erfahren hatte, konnte sich der Strauch ungehindert entfalten. Die sehr zeitige Blüte zum Ende des Winters sowie das Kronendickicht sorgen für einen strukturreichen Lebensraum, der bei gärtnerisch zurückgeschnittenen Sträuchern verloren geht.
Die Gehölzschutzkommission des Grünflächenamtes Dresden war im Juli 1999 zu einer Ortsbesichtigung, um die Ausweisung als Naturdenkmal zu prüfen. Auf ihre Expertise hin erließ die Landeshauptstadt Dresden als Untere Naturschutzbehörde im Februar 2000 einen Bescheid zur Unterschutzstellung des Großstrauches. Der Schutzbereich erstreckt sich auf den gesamten Kronentraufbereich zuzüglich 3 Metern im Umkreis, mindestens jedoch 11 Metern im Umkreis der Strauchmitte.
Bereits 1985 ist die im hinteren Grundstücksbereich stehende Stiel-Eiche unter Schutz gestellt worden.